# Andronov (månekrater)
Andronov er et nedslagskrater på Månen, de befinder sig på den sydlige halvkugle på Månens bagside, hvor det ikke kan betragtes direkte fra Jorden Det ligger over den sydøstlige rand af Gagarinkrateret og er opkaldt efter den sovjetiske fysiker Aleksandr A. Andronov (1901-1952).
Navnet blev officielt tildelt af den Internationale Astronomiske Union (IAU) i 1976.

## Omgivelser
Lige vest for Andronov ligger Levi-Civita-krateret. 

## Karakteristika
Andronovkrateret er cirkulært og skålformet med en lille central kraterbund. Der findes et småkrater i den indre, nordlige væg. Ellers er dette krater uden særlige kendetegn og ligner mange andre af de mindre kratere, som findes på måneoverfladen.

## Måneatlas
- Billeder af Andronovkrateret i LPI-måneatlasset